# Cloroquina
Cloroquina é um medicamento usado no tratamento e profilaxia de malária em regiões onde a malária é susceptível ao seu efeito. Em alguns tipos de malária, estirpes resistentes e casos complicados geralmente é necessário administrar outros medicamentos. A cloroquina é ocasionalmente usada no tratamento de amebíase extraintestinal, artrite reumatoide e lúpus eritematoso. É um medicamento de administração oral.
Em meados de 2020, a cloroquina e a derivada hidroxicloroquina foram testadas para o tratamento de infecções por Sars-CoV-2; os estudos comprovaram que estas drogas não são eficazes contra essa infecção.
Os efeitos adversos mais comuns são problemas musculares, perda de apetite, diarreia e erupções cutâneas. Entre outros afeitos adversos mais graves estão problemas são a retinopatia , danos musculares, crises epilépticas e baixa concentração de células sanguíneas. A administração durante a gravidez aparenta ser segura. A cloroquina faz parte de uma classe de medicamentos denominada 4-aminoquinolinas. O medicamento atua contra a forma assexual de malária no interior das hemácias.
A cloroquina foi descoberta em 1934 pelo investigador da Bayer, Hans Andersag. Faz parte da Lista de Medicamentos Essenciais da Organização Mundial de Saúde, uma lista dos medicamentos mais eficazes, seguros e fundamentais num sistema de saúde. Está disponível como medicamento genérico.

## Usos clínicos

### Malária

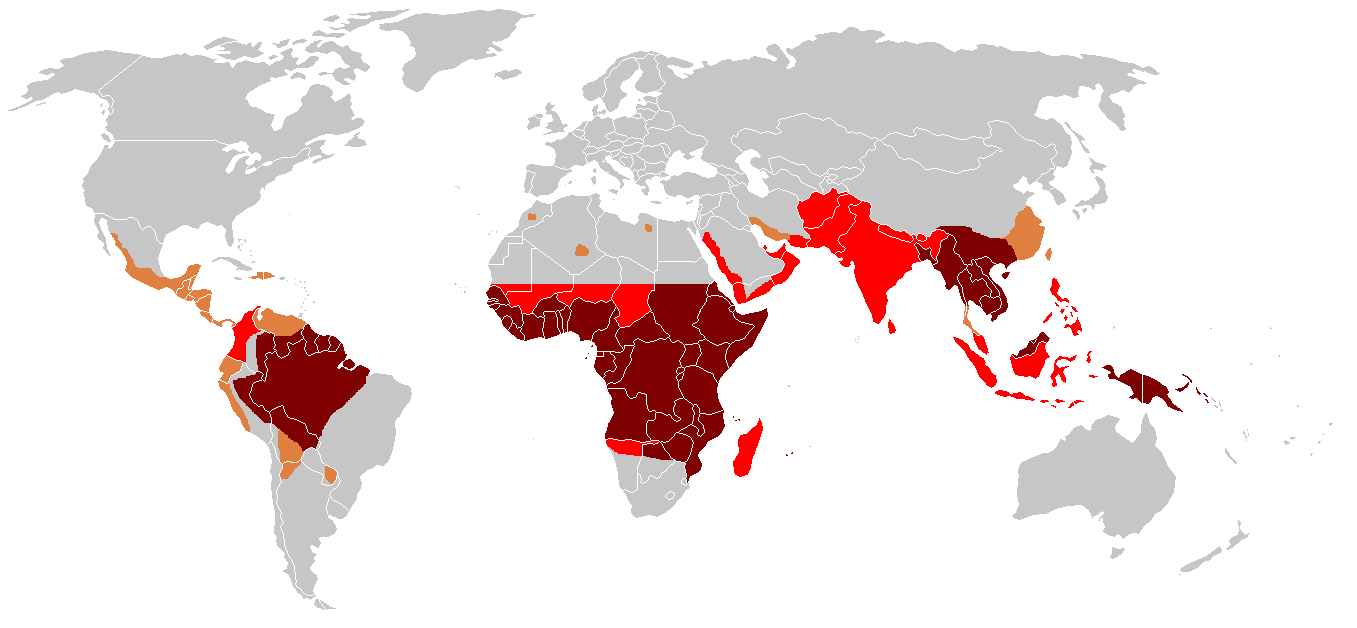
Distribuição da malária no mundo:
♦ Grande ocorrência de malária resistente à cloroquina e algumas outras medicações
♦ Ocorrência de malária com resistência à cloroquina
♦ Sem malária Plasmodium falciparum e/ou sem malária resistente à cloroquina
♦ Não há casos/surtos; casos esporádicos

A cloroquina é utilizada para o tratamento e profilaxia da malária provocada pelos protozoários
Plasmodium vivax, Plasmodium ovale, e P. malariae. Não é recomendada para tratamento ou prevenção quando o protozoário da malária for o Plasmodium falciparum, visto que este começou a desenvolver uma resistência contra a droga.
A cloroquina foi utilizada em massa durante os períodos de surto por malária, o que pode ter contribuído para que os protozoários desenvolvessem uma resistência contra a droga. Logo, antes do seu uso, é importante verificar se a cloroquina ainda é efetiva em determinada região, e se existem históricos de surtos na respectiva região. Neste caso, outras drogas alternativas contra a malária como mefloquina ou atovaquona podem ser utilizadas como medicamentos substitutos para o tratamento.
O Centro de Controle e Prevenção de Doenças não recomenda a cloroquina sem medicamentos coadjuvantes para o tratamento da malária, já que é melhor efetiva utilizada em combinação.

### Amebíase
No tratamento do abcesso de fígado por amebíase, a cloroquina pode ser utilizada, ou combinada com outras medicações se o paciente não apresentar melhoras e/ou apresentar intolerância com o metronidazol, ou algum nitroimidazol no período de 5 dias. Neste cenário, a troca para a cloroquina pode ser indicada.

### Doenças reumatológicas
Como suprime levemente o sistema imunológico, a cloroquina é usada em algumas doenças de natureza autoimune, tal como artrite reumatoide, ou lúpus eritematoso.

## Efeitos adversos
Os efeitos adversos da cloroquina incluem visão turva, náusea, vómito, dores abdominais, dor de cabeça, diarreia, tornozelos/pernas inchadas, respiração curta/dificuldade para respirar (dispneia), lábios/unhas/pele pálida, fraqueza muscular, sangramentos ou hematomas, problemas de audição, e problemas de natureza mental. Outros efeitos mais raros incluem problemas cardiovasculares e alterações no sangue.
- Movimentos involuntários (incluindo espasmos da língua e do rosto).[13]
- Surdez e zumbidos.[13]
- Náusea, vômitos, diarreia, dores abdominais.[14]
- Dor de cabeça.[13]
- Alteração de humor e mudanças mentais (tais como confusão, mudança de personalidade, pensamentos/comportamento estranho, depressão, sensação de estar sendo observado, alucinações).[13][14]
- Sérios sinais de infecção (tal como febre alta, calafrios profundos, e dor de garganta persistente)[13]
- Coceira de pele, mudanças no tom de pele, perda de cabelo, e erupções cutâneas.[15][14]
  - Coceira em virtude ao uso da cloroquina é muito comum entre os negros africanos (70%), mas muito menos comum em outras etnias. Aumenta-se a probabilidade com a idade, e costuma ser tão intensa que pode fazer com que o tratamento com a droga seja interrompido. É mais evidente durante o tratamento da malária; sua severidade justifica-se pela presença da carga parasitária da malária no sangue. Há evidências indicando que há uma base genética relacionada ao sistema de ação da cloroquina dos seus receptores opiáceos central ou periféricos.[16]
- Gosto metálico na boca.
  - Isso pode ser evitado com o uso da fórmulas de emulsão que alteram o gosto da medicação.[17]
- Retinopatia por cloroquina.
- Mudanças no eletrocardiograma (ECG).[18]
  - Isso manifesta-se como distúrbios de condução (bloqueio atrioventricular do primeiro grau e bloqueio atrioventricular), ou cardiomiopatia - frequentemente em conjunto com hipertrofia, fisiologia restritiva e insuficiência cardíaca congestiva. Essas alterações podem ser irreversíveis. Há apenas dois casos relatados em que foi necessário um transplante de coração, sugerindo que esse risco em particular, é muito pequeno. A microscopia eletrônica de biópsias cardíacas mostra corpos de inclusão citoplasmáticas patognomônicas.

- Pancitopenia, anemia aplástica, agranulocitose reversível, baixa contagem de plaquetas, neutropenia.[19]

### Uso durante a gravidez
A cloroquina não tem mostrado efeitos nocivos no feto quando utilizada de acordo com as doses recomendadas para o uso profilático contra a malária. Pequenas quantidades de cloroquina são excretadas pelo leite da mulher lactante. Destarte, a cloroquina pode ser seguramente prescrita para crianças, uma vez que os efeitos não são nocivos. Estudos feitos em camundongos mostraram que a cloroquina atravessou a placenta muito rapidamente, e se acumulou nos olhos do feto, que permaneceram presentes cinco meses depois que a droga foi eliminada do resto do organismo. Portanto, gestantes ou aquelas que planejam engravidar devem evitar viajar para regiões onde há a presença da malária.

### Efeitos adversos em idosos
Não existe na literatura evidências suficientes para determinar se a cloroquina é segura em pessoas de 65 anos ou mais velhas. Não obstante, a droga é excretada pelos rins, e os níveis tóxicos devem ser monitorados cuidadosamente em indivíduos com problemas renais.

## Interação com outras drogas
- Ampicilina — seu efeito pode ser reduzido pela cloroquina
- Antiácido — sua absorção pode ser reduzida pela cloroquina
- Cimetidina — pode inibir o metabolismo da cloroquina; pode aumentar os níveis de cloroquina no corpo.
- Ciclosporina — pode aumentar os níveis de cloroquina no corpo
- Caulinita — pode reduzir a absorção da cloroquina
- Mefloquina — pode aumentar a probabilidade de convulsões.[22]

## Overdose
Em casos de overdose, a cloroquina possui cerca de 20% de risco de morte. Ela é rapidamente absorvida pelo intestino com o desencadeamento dos sintomas ocorrendo em cerca de uma hora. Sintomas de overdose podem incluir sono, alterações visuais, convulsões, apneia, e problemas no coração - tal como fibrilhação ventricular e hipotensão arterial. Uma baixa concentração de potássio no sangue também pode ocorrer.
Enquanto a dose tradicional para o tratamento com cloroquina é de 10mg/kg, intoxicação pelo medicamento já ocorre com 20 mg/kg, enquanto o risco de morte é iminente com uma dosagem de 30 mg/kg. Em crianças, mesmo dosagens inferiores a essas podem ocasionar em problemas.
O tratamento nessas condições incluem a ventilação mecânica, monitoramento cardíaco, e carvão ativado. Terapia intravenosa e vasopressores juntamento com epinefrina (adrenalina injetável), podem ser utilizados como vasopressores de escolha. As convulsões podem ser tratadas com benzodiazepínicos. O cloreto de potássio pode vir a ser necessário, embora isso possa resultar em um quadro de hipercaliemia em um outro estágio da doença. A diálise não se mostrou eficaz.

## História
No Peru, os povos indígenas extraíam a casca da folha da árvore de Cinchona (Cinchona officinalis), e utilizavam seu extrato para tratar a febre e calafrios no século XVII. Em 1633, essa erva medicinal passou a ser utilizada na Europa para os mesmos usos, e também para utilização contra a malaria. A droga quinina anti-malárica foi isolada desse extrato em 1820, e a cloroquina é parte análoga disso.
A cloroquina foi descoberta em 1934 por Hans Andersag e os seus funcionários dos laboratórios da Bayer, batizando-a com seu primeiro nome de referência: Resochin. A droga foi ignorada por uma década, porque era considera muito tóxica para uso humano. Ao invés disso, a DAK usou a cloroquina análoga, a 3-metil-cloroquina, conhecida como Sontochin. Após as tropas aliadas chegarem em Tunis, a Sontochin caiu nas mãos dos Norte Americanos, que a enviaram de volta para os Estados Unidos para análise, levando um novo interesse pela cloroquina. Os Estados Unidos fizeram propagandas e deu suporte aos ensaios clínicos para usos contra a malária, em que depois foi revelado que a cloroquina tinha um efeito terapêutico significativo como droga antimalárica. Em 1947, a droga foi aprovada para usos clínicos no uso profilático contra a malária.

## Sociedade e cultura

### Formulação
A cloroquina é desenvolvida em comprimido em forma de difosfato, sulfato, e cloridrato. A cloroquina não é, normalmente, apresentada na forma de fosfato.

### Nomes
As marcas comerciais e internacionais são Chloroquine FNA, Resochin, Dawaquin, e Lariago. No Brasil, uma marca de referência é a Quinacrisis. A cloroquina também é encontrada na sua forma genérica.

## Outros animais
A cloroquina, independentemente do recipiente utilizado, é utilizada para  tratar e controlar o crescimento superficial de anêmonas e algas, e muitas infecções por protozoários aquáticos, por exemplo, o parasita dos peixes Amyloodinium ocellatum.

## Pesquisas em outras doenças

### SARS-CoV
Em outubro de 2004, um grupo de pesquisadores do Instituto Rega de Pesquisa Científica publicou um relatório acerca da cloroquina, atestando que a mesma funciona como um efetivo inibidor das complicações respiratórias pela síndrome respiratória aguda grave (SARS-CoV). Todavia, os testes foram realizados in vitro.

### COVID-19
Desde o começo de 2020, havia estudos experimentais que indicavam um possível efeito antiviral da cloroquina e da variante hidroxicloroquina contra o vírus causador da COVID-19. Posteriormente, ficou comprovado que a droga é ineficaz para a doença, podendo inclusive causar intoxicação e uma piora no quadro do paciente já infectado. 

No final de janeiro de 2020, durante a pandemia de coronavírus 2019–2020, pesquisadores chineses realizaram um teste experimental da cloroquina, e outras duas medicações (remdesivir e lopinavir/ritonavir), dando, a princípio, "efeitos inibidores relativamente satisfatórios" no SARS-CoV-2, que é o vírus que causa o COVID-19. Pedidos para a realização de testes clínicos foram solicitados.
Em 19 de fevereiro de 2020, resultados preliminares determinaram que a cloroquina poderia ser efetiva no tratamento do COVID-19 quando há associação com pneumonia. Havia também evidências da efetividade do fosfato de cloroquina in-vitro da cultura celular. O Departamento de Ciências e Tecnologia da Província de Guandong enviou um relatório informando que o fosfato de cloroquina "aumenta o índice de tratamento, e diminuí o tempo do paciente no hospital", e recomendou o tratamento para pessoas com diagnóstico leve, moderado e grave de coronavírus com pneumonia.
A cloroquina chegou a ser recomendada pelas entidades chinesas, sul-coreanas e italianas de saúde para o tratamento do COVID-19.
Essas agências, no entanto, fizeram contra-indicações para pessoas que possuem problemas cardíacos ou diabetes. Em fevereiro de 2020, ambas as drogas comprovaram efetividade para inibir o COVID-19 in-vitro, mas estudos posteriores indicaram que a hidroxicloroquina provou ser muito mais potente que a cloroquina, tendo um perfil de tolerância muito mais seguro. Resultados preliminares chegaram a sugerir que a cloroquina é efetiva e segura para a pneumonia por COVID-19, "melhorando as funções dos pulmões, promovendo uma ação negativa contra o vírus, e diminuindo o tempo de duplicação da doença."
Nos Estados Unidos, no dia 28 de março de 2020, a Food and Drug Administration chegou a autorizar cloroquina e a variante hidroxicloroquina apenas em casos de estado de emergência declarado do paciente, embora a FDA não tenha aprovado a droga especificamente para esse uso, sendo apenas para os pacientes que se encontram em estado grave ou crítico. A combinação de um desses dois medicamentos juntamente com a azitromicina chegou a ser experimentada
Em 1º de abril de 2020, a Agência Europeia de Medicamentos (EMA) emitiu orientação de que a cloroquina e a hidroxicloroquina devem ser utilizadas apenas em ensaios clínicos ou programas de uso emergencial.
No dia 24 de abril de 2020, após relatórios de que a droga causa uma série de efeitos adversos na terapia para COVID-19 (incluindo taquicardia ventricular, fibrilhação ventricular, e a morte), a FDA emitiu uma nota, alertando que a droga não deveria ser utilizada fora do ambiente hospitalar.
No Brasil, um estudo clínico realizado em Manaus com 81 pacientes infectados pelo SARS-CoV-2 com cloroquina teve que ser interrompido. Cerca de 40 dos pacientes receberam uma dose de 600mg por um período determinado de dez dias. No terceiro dia, alguns dos pacientes apresentaram batimentos irregulares. No sexto dia, 11 desses pacientes morreram, o que acabou resultando na interrupção do tratamento com a medicação. Os outros 40 pacientes foram tratados com duas doses de 450mg por cinco dias. Todavia, o estudo concluiu que, mesmo com a terapia, a cloroquina não apresentou uma diminuição na carga viral dos pacientes.
Apesar de alguns estudos sugerirem que pode haver benefícios no uso contra o vírus, outros indicam benefícios pequenos ou nenhum tanto da cloroquina como do seu derivado hidroxicloroquina. As pesquisas ainda estão em um nível muito inicial para permitir qualquer conclusão. Em 18 de maio de 2020, o American College of Physicians desaconselhou o uso da cloroquina e hidroxicloroquina devido à ocorrência de efeitos indesejados e à falta de dados suficientes sobre sua eficiência.  No Brasil, a ANVISA emitiu uma nota oficial dizendo que "apesar de promissores, não existem estudos conclusivos que comprovam o uso desses medicamentos [cloroquina e hidroxicloroquina] para o tratamento da Covid-19. Portanto, não há recomendação da ANVISA, no momento, para a sua utilização em pacientes infectados, ou mesmo como forma de prevenção à contaminação pelo novo coronavírus, e a automedicação pode representar um grave risco à sua saúde".
Até a data, um dos mais abrangentes estudos para o tratamento da infecção, ocorre por vias do chamado Solidarity Trial, organizado e realizado pela OMS. No dia 23 de Maio de 2020, os diretores deste estudo decidiram suspender temporariamente o uso da hidroxicloroquina, em virtude aos relatórios negativos obtidos com seu uso. No dia 4 de Julho de 2020, a OMS anunciou a retirada e descontinuação total da cloroquina/hidroxicloroquina do Solidarity Trial, anunciando no mesmo dia a descontinuação do estudo da associação lopinavir/ritonavir para o tratamento da infecção.

### Outros vírus
A cloroquina está sendo considerada modelo em testes pré-clínicos, sendo um agente potencial contra a chicungunha.